# Подгорная улица (Выборг)
Подгорная улица — одна из старейших улиц в исторической части Выборга. Проходит от Набережной 30-го Гвардейского Корпуса до улицы Южный Вал.

## История
Застройка шведского Выборга, сформировавшаяся в XV веке, была хаотичной: вдоль извилистых средневековых улиц стояли бюргерские дома, главным образом деревянные. В 1640 году шведским инженером А. Торстенсоном с помощью землемера А. Стренга был составлен первый регулярный план Выборга, согласно которому город разделялся на кварталы правильной геометрической формы прямыми улицами, ширина которых, в основном, была равна 8,5 метров. Так на территории Каменного города сформировалась улица, ныне называющаяся Подгорной. Спрямлённая и значительно продолженная улица прошла по прежней дороге от городской стены у Северной гавани к городскому собору, оказавшемуся расположенным под углом к ней. В связи с тем, что план Торстенсона не учитывал городской рельеф, характерной особенностью улицы стал крутой подъём.
Улица стала застраиваться каменными домами, в одним из которых с 1647 года жил выборгский епископ (современный адрес — д. 9, перестроен), отчего первоначальное название улицы — Епископская (швед. Boskaps gatan, швед. Biskops gatan).
После взятия Выборга русскими войсками в 1710 году на русских картах улица некоторое время именовалась «Бишовъсъ улица», а затем стала Пятым переулком (при этом Первым переулком была нынешняя Красноармейская улица, Вторым — Краснофлотская улица, Третьим — улица Новой Заставы, а Четвёртым — улица Водной Заставы). Она застраивалась домами в стиле русского классицизма — такими, как дом Ладо.
В 1812 году Финляндская губерния, переименованная в Выборгскую, была присоединена к Великому княжеству Финляндскому в составе Российской империи, в результате чего языком официального делопроизводства в губернии снова стал шведский. На шведских картах того времени улица именуется швед. Boskaps gatan.

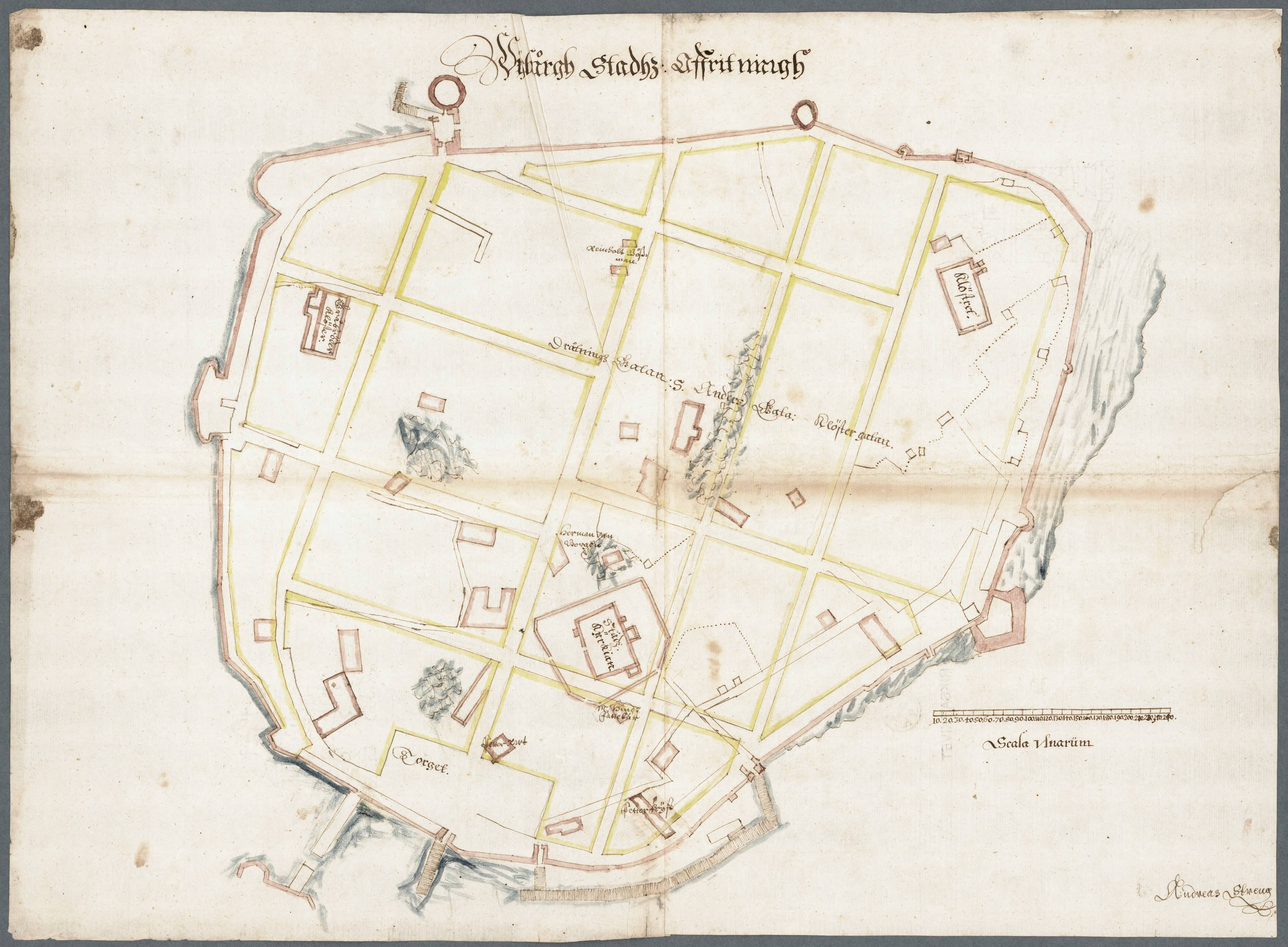
План Каменного города, составленный Торстенсоном и Стренгом (1640-е годы). Улица подведена к собору, перерезая его каменную ограду
План Выборга с предместьями 1802 года из «Атласа Финляндской губернии с уездами и городами и планами всем публичным строениям 1803 года». На плане обозначен Пятый переулок
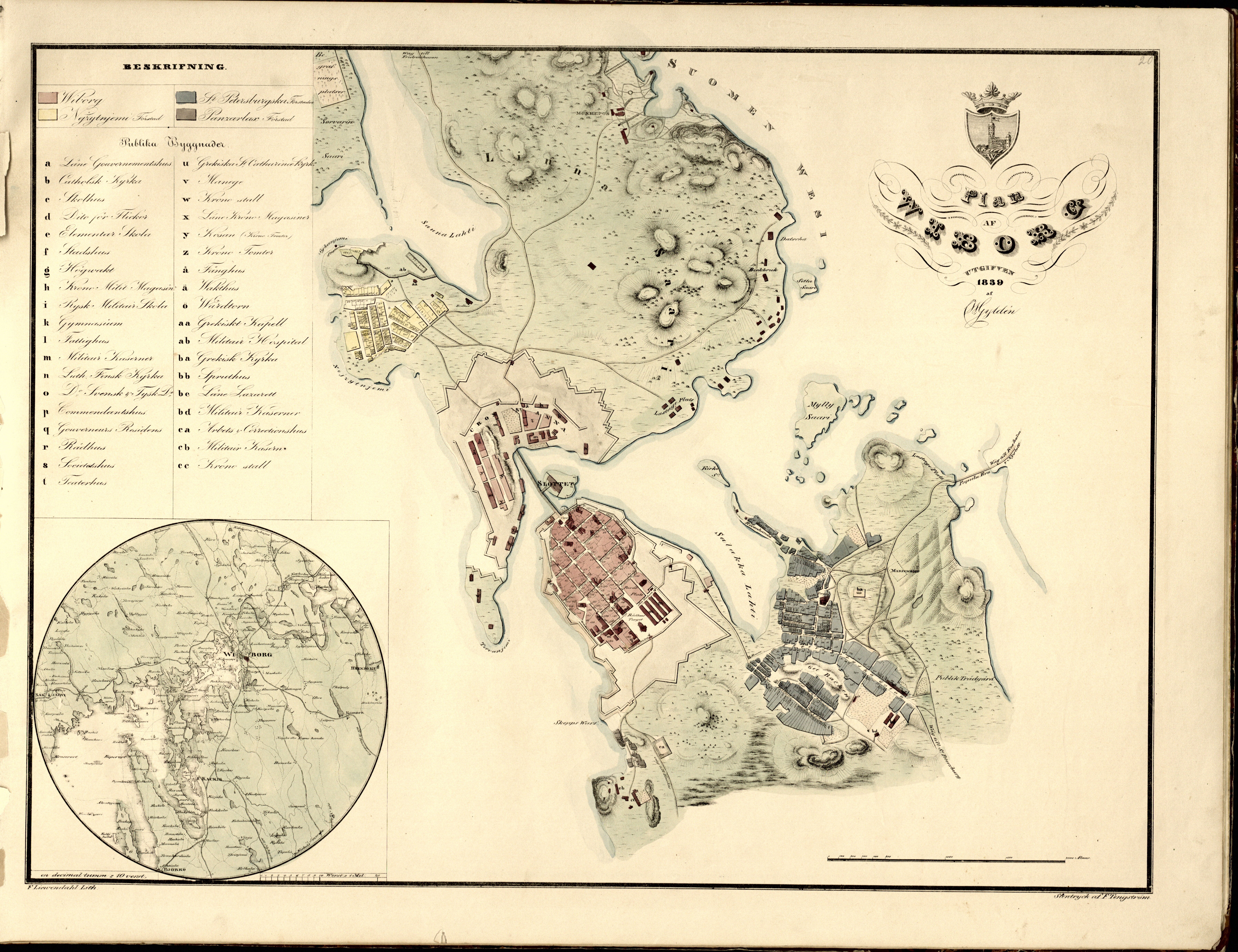
Шведоязычный план Выборга 1839 года. На плане обозначена Boskaps gatan

В конце XIX века фасады нескольких зданий получили пышное оформление с использованием элементов разных архитектурных стилей Европы с заметным влиянием романтических традиций неоренессансной архитектуры (дом епископа, здание гостиницы, дом консула Роте). При этом улица была разделена надвое по Екатерининской улице: за северным участком закрепилось название Епископской улицы (швед. Biskopsgatan), а за южным — Церковной (швед. Kyrkogatan). А после введения в 1860-х годах в официальное делопроизводство Великого княжества финского языка получили распространение финноязычные карты Выборга, на которых улицы именовалась фин. Piispankatu и фин. Kirkkokatu соответственно. С провозглашением независимости Финляндии официальными стали финские названия. С 1929 года обе улицы были снова объединены под названием фин. Piispankatu.
Застройка улицы пострадала в результате советско-финских войн (1939—1944). В советском Выборге название улицы было изменено на Подгорную.
С 2008 года, после разделения всей территории Выборга на микрорайоны, Подгорная улица относится к Центральному микрорайону города.

## Достопримечательности
Здания, расположенные на улице, внесены в реестр объектов культурного наследия в качестве памятников архитектуры.
д. 6 — Гостиница «Антреа»
Здание компании «Эрнен» (угол с Крепостной улицей)
д. 9 — бывший дом епископа (Дворянское собрание)
д. 10 — бывший дом Борхарда
д. 12 — бывший дом Гроэля
д. 14 — бывший дом Хакмана
Дом Ладо (угол с Прогонной улицей)
д. 17 — бывший дом Стюнкеля

## Известные жители
Дом Ладо — М. И. Глинка (мемориальная доска)

## Галерея

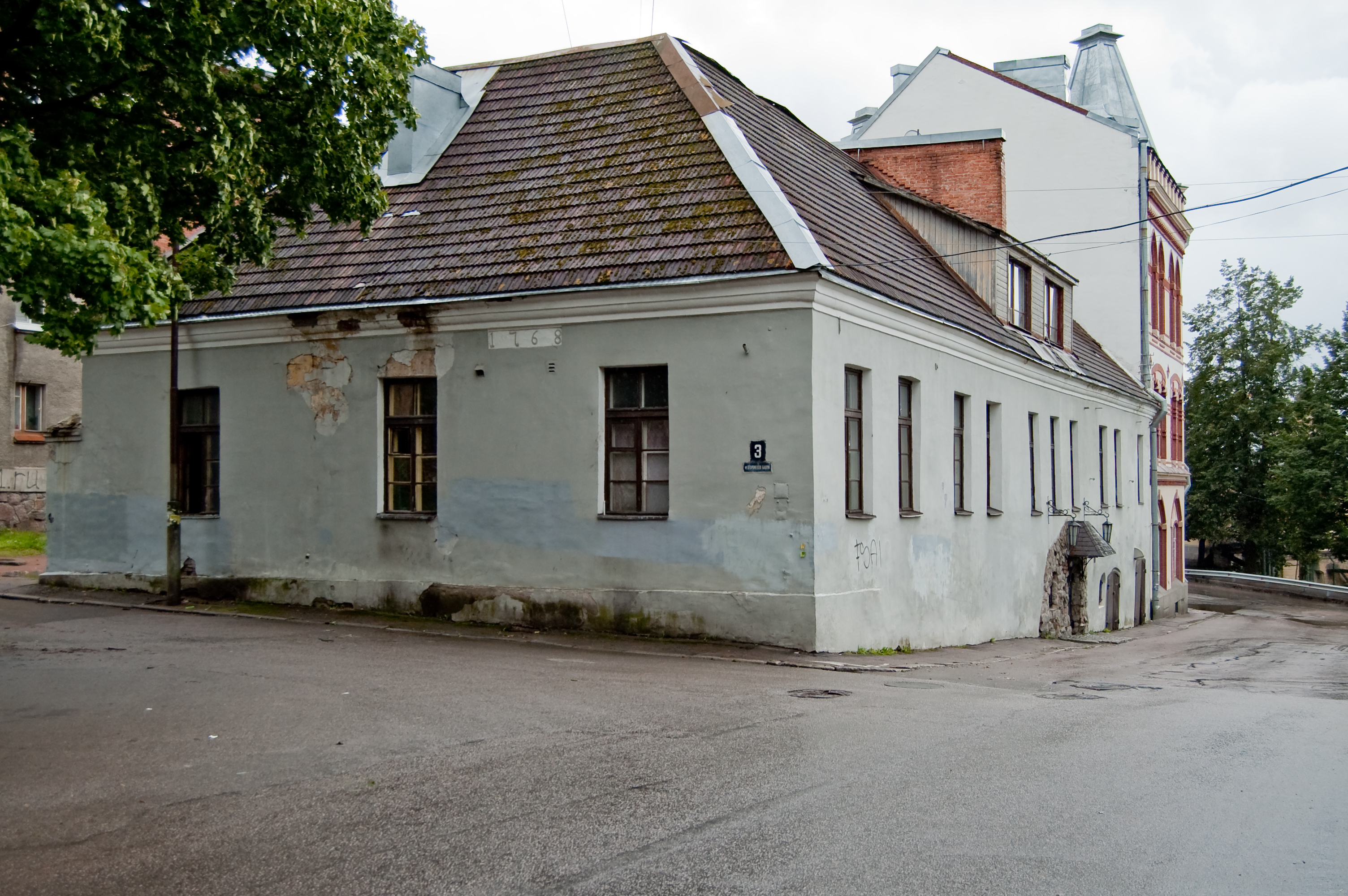
д. 3 — купеческий особняк XVIII века
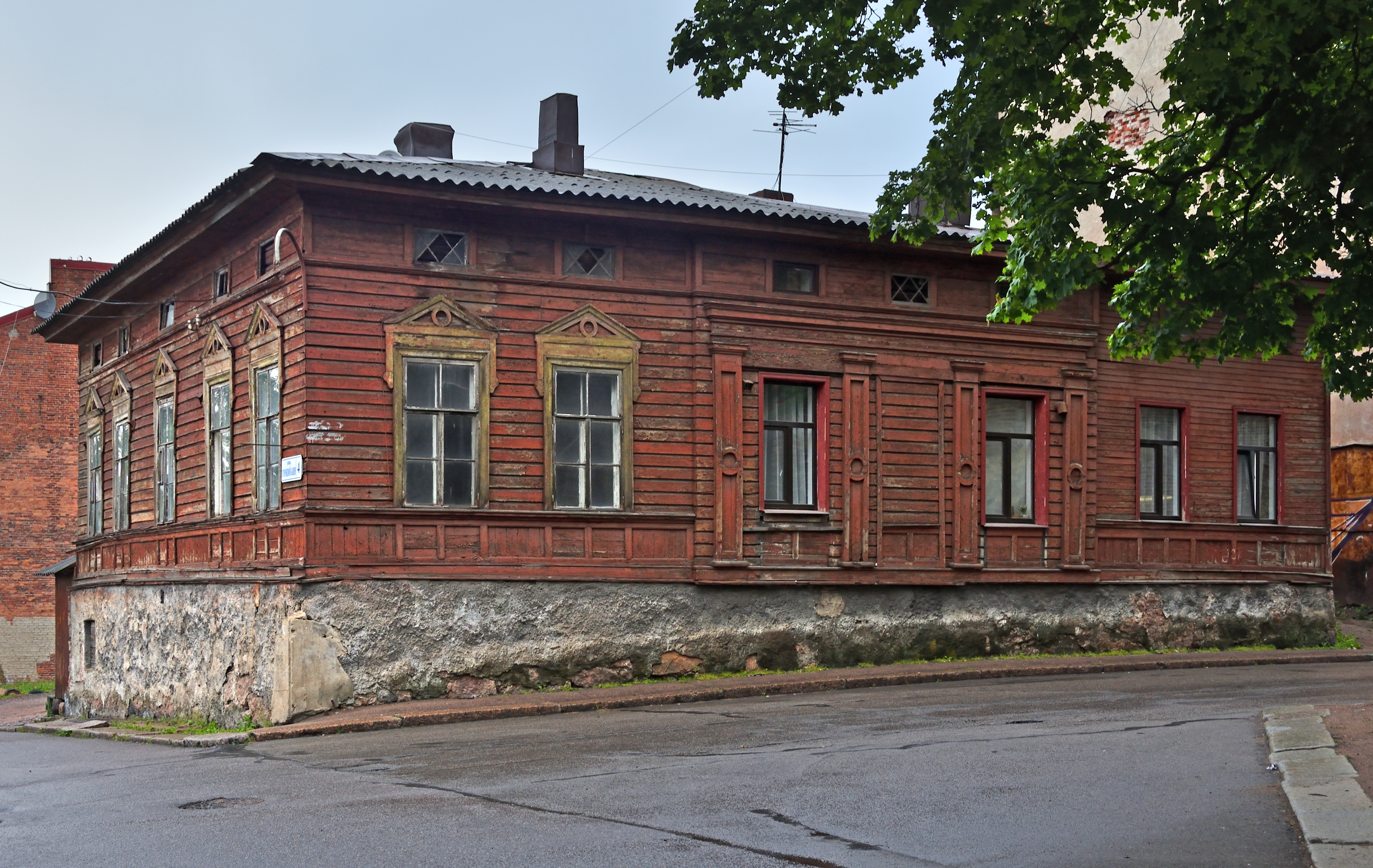
д. 4 — Деревянная усадьба XIX века
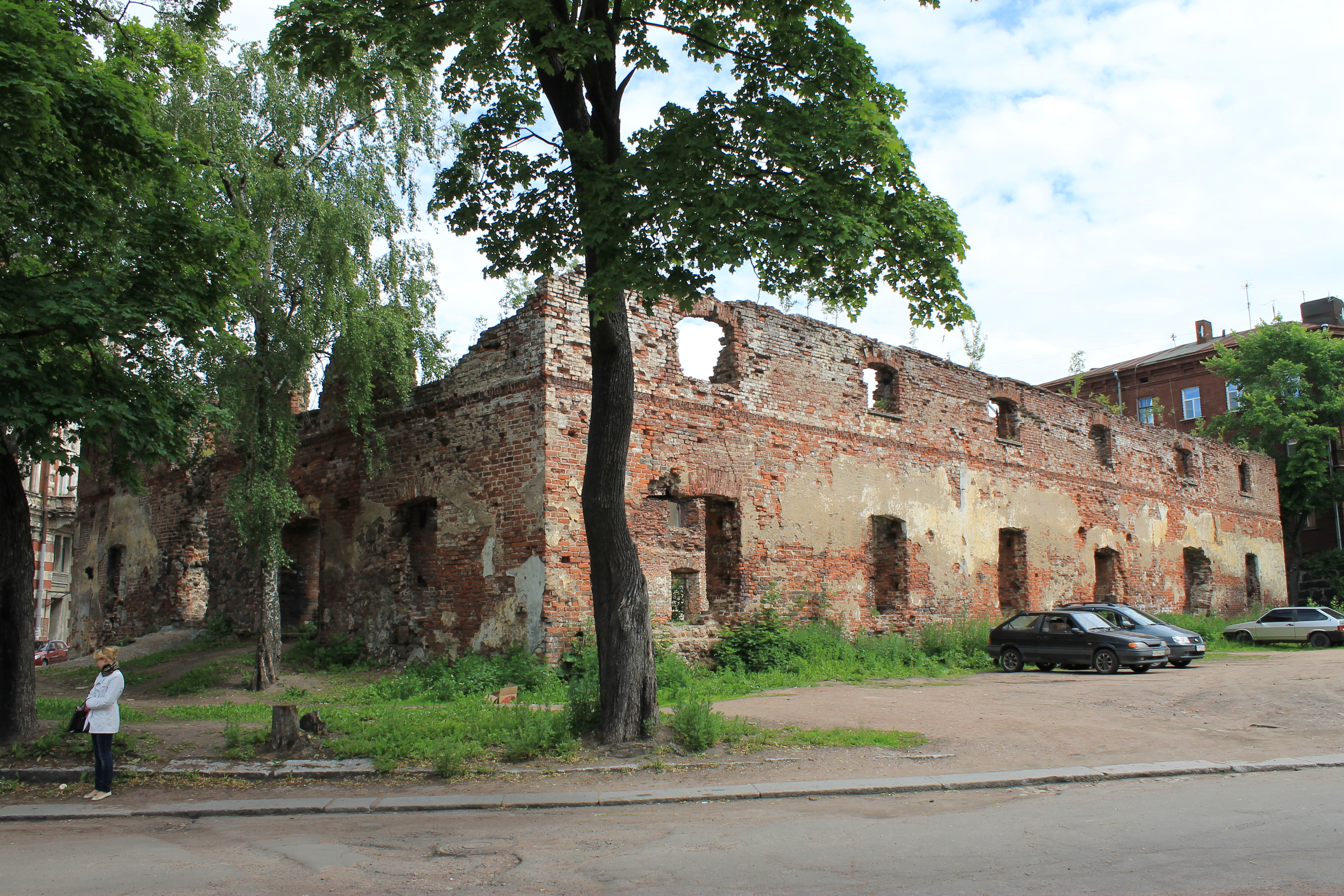
Руины старого кафедрального собора
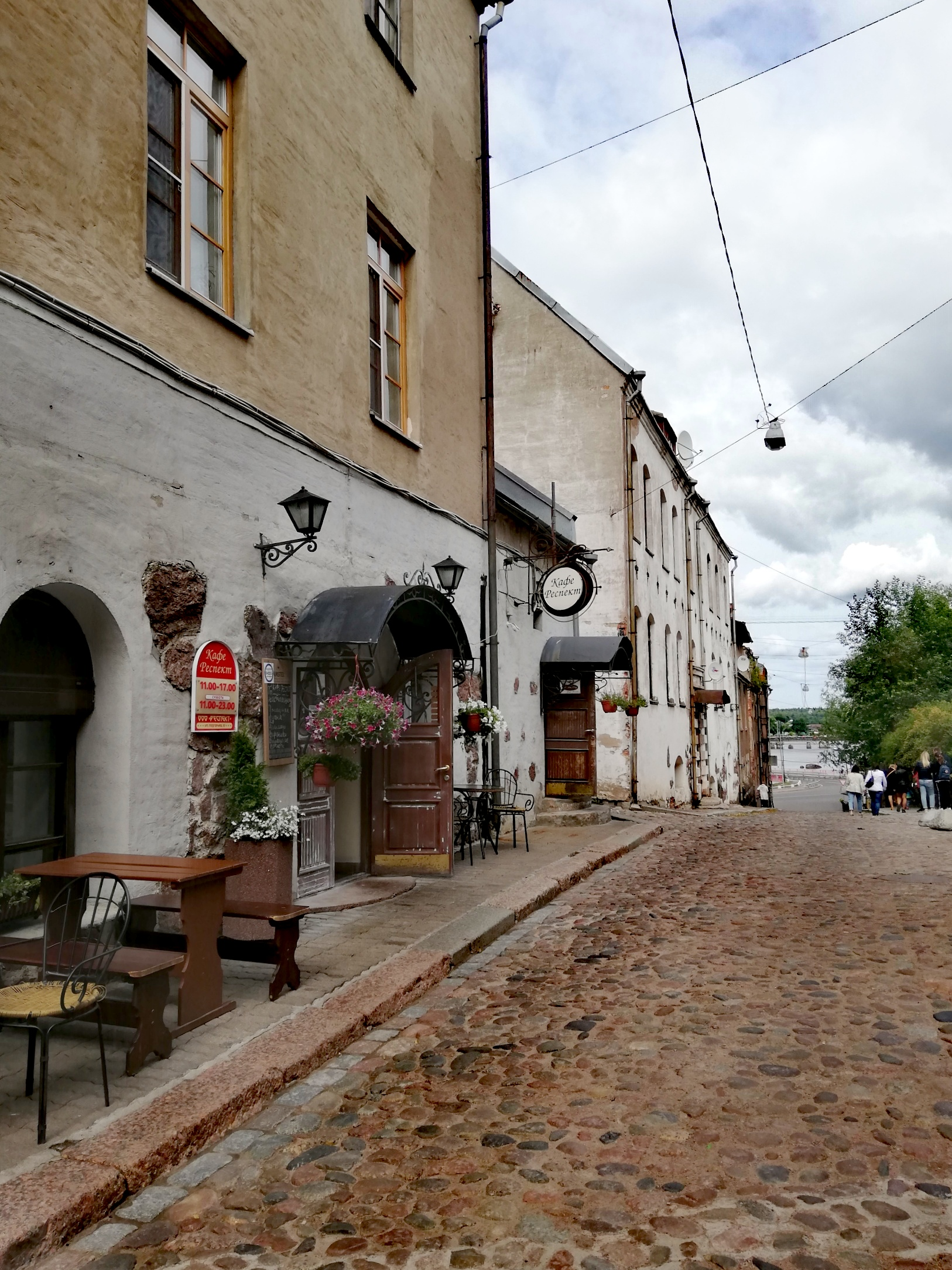
д. 10 — Дом Борхарда
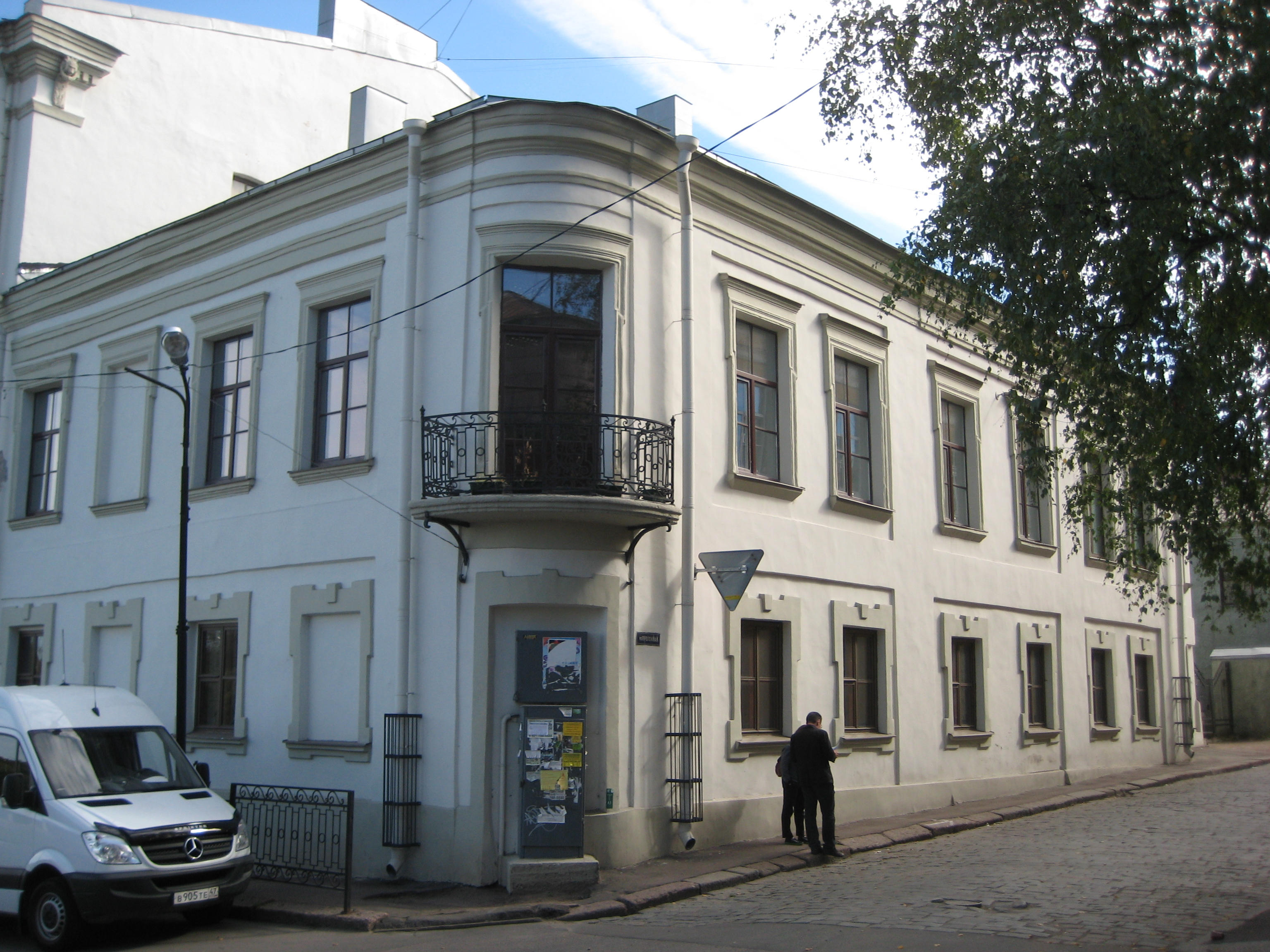
Дом Ладо
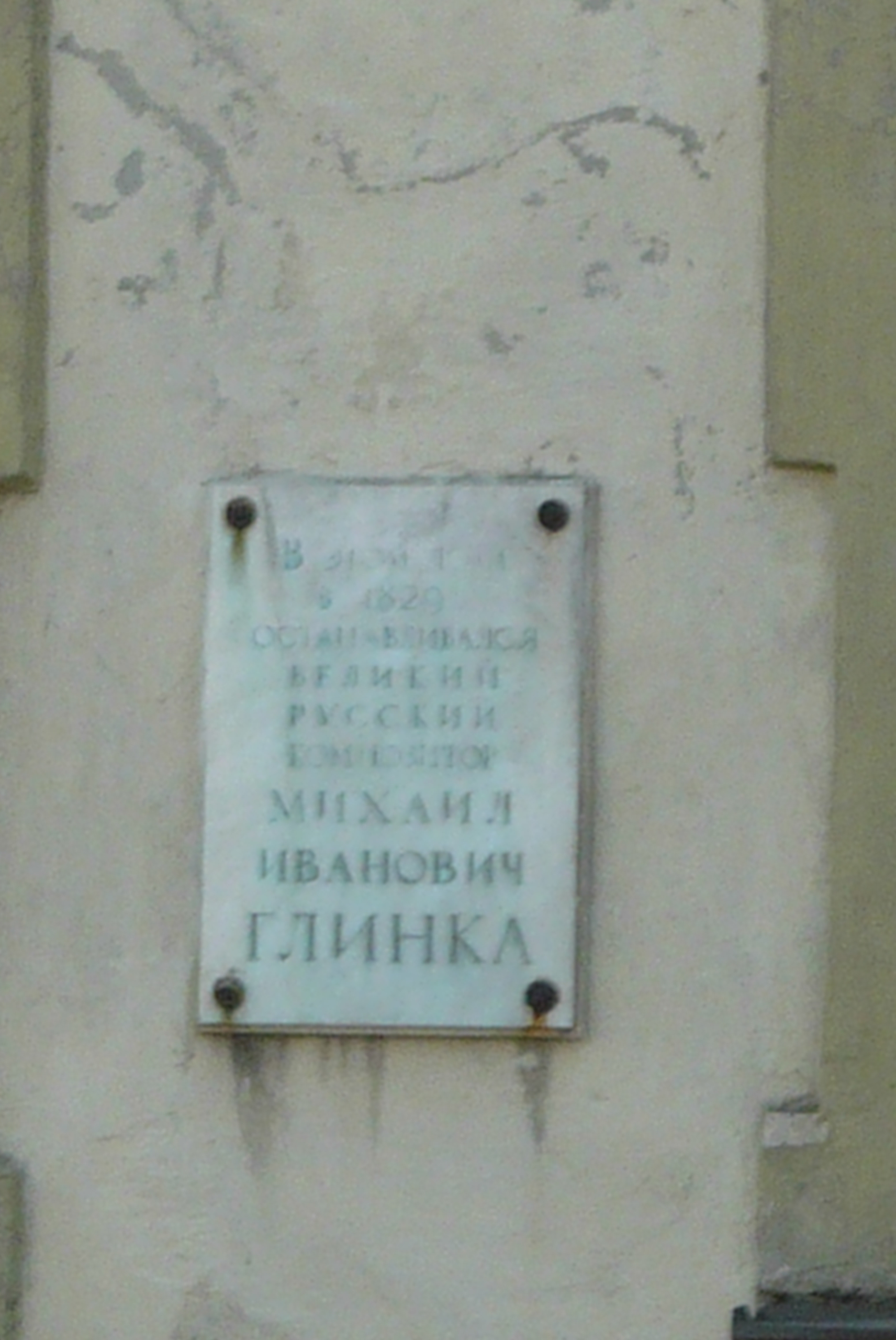
Дом Ладо